# Хотич, Дино
Ди́но Хо́тич (словен. Dino Hotić; род. 26 июля 1995[…], Любляна) — боснийский и словенский футболист, полузащитник польского клуба «Лех» и сборной Боснии и Герцеговины.

## Клубная карьера
Хотич — воспитанник клубов «Браво», «Домжале» и «Марибор». 2 марта 2013 года в матче против «Триглава» он дебютировал в чемпионате Словении в составе последнего. В своём дебютном сезоне Дино помог клубу выиграть чемпионат и Кубок Словении, а через год стал двукратным чемпионом страны, хотя его вклад в итоговый успех был минимален. Летом 2013 года Хотич для получения игровой практики на правах аренды перешёл в «Вержей». 10 августа в матче против «Доба» он дебютировал во Второй лиге Словении. 31 августа в поединке против «Бела Крайны» Дино забил свой первый гол за «Вержей». После окончания аренды он вернулся в «Марибор», но несмотря на то, что вновь стал чемпионом, закрепиться в составе не смог.
В начале 2016 года Хотич на правах аренды перешёл в «Кршко». 27 февраля в матче против «Рудара» он дебютировал за новый клуб. 10 апреля в поединке против «Копера» Дино забил свой первый гол за «Кршко».
Летом 2016 года он вернулся в «Марибор» и смог закрепиться в основном составе. 14 май 2017 года в поединке против «Алюминия» Хотич забил свой первый гол за команду. В этом же сезоне Дино вновь стал чемпионом Словении.

## Международная карьера
В 2012 году в составе юношеской сборной Словении Хотич принял участие в домашнем юношеском чемпионате Европы. На турнире он сыграл в матчах против команд Нидерландов, Польши и Бельгии.

## Достижения
«Марибор»
- Чемпион Словении (4): 2012/13, 2013/14, 2014/15, 2016/2017
- Обладатель Кубка Словении: 2012/13
- Обладатель Суперкубка Словении (3): 2012, 2013, 2014